# Segunda guerra púnica
La segunda guerra púnica fue el segundo gran enfrentamiento militar entre las dos potencias que entonces dominaban el Mediterráneo occidental: Roma y Cartago. La contienda se suele datar desde el año 218 a. C., –fecha de la declaración de guerra de Roma tras la destrucción de Sagunto–,hasta el 201 a. C. en el que Aníbal y Escipión el Africano acordaron las condiciones de la rendición de Cartago. Durante la segunda guerra púnica destacan las batallas de Cannas y Zama.

## Antecedentes de la guerra
Tras la guerra de desgaste que había supuesto la primera guerra púnica, ambos contendientes habían quedado exhaustos. Pero la peor parte se la habían llevado los púnicos, que no solo habían sufrido amplias pérdidas económicas, fruto de la interrupción de su comercio marítimo, sino que habían tenido que aceptar unas costosas condiciones de rendición. Junto a ello, además de tener que renunciar a cualquier aspiración sobre Sicilia, tuvieron que pagar a sus enemigos una indemnización de 3200 talentos de plata.
En esta decisión de rendición fue clave la presión de los grandes oligarcas cartagineses (a cuya cabeza se encontraba Hannón el Grande), que ante todo, deseaban el fin de la guerra para reanudar sus actividades comerciales. Otras importantes figuras púnicas, en cambio, consideraban que la rendición había sido prematura, especialmente teniendo en cuenta que Cartago nunca había sabido explotar su superioridad naval, y que la conducción de la guerra había mejorado ostensiblemente desde que el estratega Amílcar Barca había asumido el mando de las operaciones en Sicilia. Además, consideraban abusivas y deshonrosas las condiciones del armisticio impuestas por Roma.
Para agravar la ya enrarecida situación, los oligarcas, que dominaban el senado cartaginés, se negaron a pagar a las tropas mercenarias que habían vuelto desde Sicilia, y que estaban estacionadas alrededor de la ciudad. La nueva torpeza costó el asedio, no solo de Cartago, sino la toma de otros enclaves púnicos, como Útica, y solo una magnífica campaña de Amílcar consiguió acabar con los mercenarios rebeldes y con los libio-fenicios del interior, que se habían sumado a la revuelta.

## Casus belli/ motivo de la guerra: el control de Hispania
Cartago necesitaba una gran solución para mejorar su debilitada economía. Tras recibir un duro golpe con la pérdida de Sicilia, sus finanzas se debilitaron. La solución la traerían Amílcar Barca y sus seguidores, que organizaron una expedición militar para obtener las riquezas de la península ibérica. Los pueblos de la zona meridional de Hispania fueron sometidos por Amílcar. Tras su muerte, su yerno Asdrúbal tomó el mando. Asdrúbal estableció alianzas con las tribus del este de la península ibérica gracias a sus habilidades diplomáticas. Fundó Cartago Nova (actual Cartagena) y situó la frontera en el río Ebro. Fue asesinado en el 221 a. C., tras lo cual se nombra a Aníbal Barca como caudillo cartaginés.
Aníbal cambió la política de Asdrúbal. En 220 a. C. gracias al uso de su caballería y elefantes, derrotó a una coalición de más de 100 000 carpetanos, vacceos y olcades en la batalla del Tajo. Las ciudades de estos pueblos fueron destruidas y sometidas a tributos de hombres y especies. Cartago se aseguró así un cierto control sobre el territorio hispano al sur del Íber.
Arse (actual Sagunto), estaba al sur del Íber, pero era una ciudad aliada de Roma. Un conflicto con los turboletas (aliados de Cartago), fue el pretexto usado por Aníbal para conquistar Arse en el 219 a. C. Como consecuencia, las hostilidades con los romanos se iniciaron a comienzos de la primavera del año 218 a. C.; cuando el Senado romano tenía listo un plan que preveía dos golpes simultáneos: uno en África y otro en Hispania. Fue el comienzo de la segunda guerra púnica.

## La guerra en Italia

Dominios cartagineses (verde) y romanos (anaranjado) al inicio de la segunda guerra púnica.

Los cartagineses no podían enfrentarse a los romanos por mar, dada la superioridad naval de estos últimos. Sabiendo esto, Aníbal partió desde Hispania hacia Italia atravesando los Alpes. Condujo un ejército de 100 000 norteafricanos e íberos a través del sur de Francia (la Galia Narbonense) y cruzó los Alpes a mediados del otoño de 218 a. C. Su invasión de Italia se produjo por sorpresa. No había construido una flota y se creía imposible que pudiera cruzar la cordillera. Ciertamente, las bajas fueron importantes, tanto que afectaron también a sus elefantes de guerra, de los que solo sobrevivieron tres. Sin embargo, en primavera llegó al norte de Italia con un ejército de unos 40 000 efectivos, desbandando a la tribu de los taurinios y tomando sin lucha su capital, Turín.
Los romanos, al mando de Publio Cornelio Escipión, intentaron atacarle cuando aún no estaba preparado, pero un destacamento de jinetes númidas, al mando de Maharbal, les rechazó en una escaramuza a orillas del río Ticino. Escipión, que había resultado herido en el enfrentamiento, se salvó gracias al valor de su hijo de 17 años (el futuro Escipión el Africano), se retiró a Piacenza, defendiendo el paso del río Po en aquella altura. Aníbal atravesó el río aguas arriba de Piacenza, dirigiéndose a su encuentro, y ofreciendo batalla a los romanos al llegar a la ciudad. Escipión, comprendiendo la superioridad de la caballería cartaginesa, rechazó la batalla y, sorprendido por la defección de un contingente galo aliado, decidió retirarse de madrugada al otro lado del río Trebia, esperando la llegada del segundo ejército consular, al mando de Tiberio Sempronio Longo. Éste impuso su criterio de entablar combate de forma inminente con el ejército púnico, desoyendo los prudentes consejos de Escipión en contra de esa medida.

Batallas de Aníbal en Italia.

Aníbal dispuso un cuerpo de jinetes que cruzaron el río Trebia y atrajeron la atención del ejército romano, el cual, habiendo atravesado el río helado en pleno invierno, sin haber desayunado y de forma temeraria, se encontró de frente con el ejército púnico, seco y listo para la batalla. Ésta fue la batalla del Trebia, en donde solo 10 000 romanos pudieron escapar (de un ejército de 40 000 hombres), mientras que las bajas de Aníbal fueron escasas.
Los romanos se retiraron, dejando a Aníbal el control del norte de Italia. El apoyo de las tribus galas y ciudades italianas no fue el esperado, y muchos terratenientes romanos quemaron sus hogares para evitar el saqueo (dando lugar indirectamente al latifundismo posterior). A pesar de esta resistencia, Aníbal fue capaz de reforzar su ejército hasta contar con 50 000 soldados.
Al año siguiente, los romanos eligieron cónsul a Cayo Flaminio, esperando que pudiera derrotar al cartaginés. Flaminio planeó una emboscada en Arretium. Sin embargo, Aníbal recibió informes del ataque y superó al ejército emboscado, atravesando una región pantanosa durante cuatro días y tres noches, en una odisea que le costó dos de sus elefantes y la visión en uno de sus ojos, pero que le garantizaba una marcha directa hacia Roma. El cónsul, sorprendido por completo, se vio obligado a perseguirle, y Aníbal se convirtió en emboscador en el Lago Trasimeno, donde las tropas romanas fueron cercadas y vencidas, pereciendo el mismo Flaminio a manos de un galo, cuya tribu había sido sometida por el romano años atrás.
A pesar de la victoria y las peticiones de sus generales, Aníbal no procedió al asedio de Roma, dado que, aparte de que carecía de equipamiento de sitio adecuado y no poseía una base de aprovisionamiento en Italia central, contaba con debilitar la fuerza de resistencia de Roma destruyendo, vez tras vez, lo mejor de su ejército. Por lo tanto, se dirigió hacia el sur de Italia con la esperanza de incitar una rebelión entre las ciudades griegas del sur, lo que le permitiría contar con mayores recursos económicos para vencer a los romanos.
Mientras tanto, el veterano Fabio Máximo había sido nombrado dictador romano, y decidió que lo mejor sería evitar nuevas batallas campales, debido a la superioridad de la caballería cartaginesa. En lugar de ello, intentó cortar la línea de suministros de Aníbal, devastando los campos de cultivo y hostigando a su ejército. Estas operaciones son ahora conocidas como tácticas fabianas, y le valieron el sobrenombre de «Cunctator» (ralentizador). Estas tácticas no contaban con gran apoyo del pueblo, que deseaba un final rápido a la guerra, por lo que cuando el comandante de la caballería, Minucio, consiguió una pequeña victoria sobre los cartagineses, fue nombrado dictador al igual que Fabio. Sin embargo, la consiguiente división de las fuerzas romanas hizo posible que Aníbal consiguiese una victoria total sobre Minucio, cuyo ejército hubiese sido completamente destruido de no haber sido socorrido por Fabio. Esto puso en evidencia que las fuerzas romanas no debían debilitarse siendo divididas, y que el sistema de la dictadura no era la solución al problema. Así que al año siguiente fue reemplazado por los cónsules Emilio Paulo y Cayo Terencio Varrón, con esas intenciones.
Ambos cónsules reclutaron a un gran ejército, que se enfrentó al de Aníbal en la batalla de Cannas (216 a. C.). Los romanos excedían en número a los cartagineses por 36 000 hombres (en total eran 80 000 infantes y 6000 jinetes, según Polibio); los cartagineses, en número de 50 000, eran superiores en caballería (10 000 efectivos). Aníbal, en el transcurso de la batalla de Cannas, permitió al centro de sus tropas retirarse, doblándose en forma de U. aprovechando que su caballería era superior a la romana, obligó a esta última a retirarse de manera desordenada y fue capaz de rodear a las legiones y aniquilarlas por completo. Solo escaparon 16 000 romanos. En esa batalla, el cónsul Emilio Paulo (abuelo del futuro destructor de Cartago, Escipión Emiliano), perdió la vida, mientras que Terencio Varrón huyó derrotado con los restos del ejército romano.
Con esta batalla, Aníbal consiguió algo del apoyo que necesitaba. En los tres años siguientes se unieron a su causa las ciudades de Capua, Siracusa (en Sicilia) y Tarento. También le sirvió para conseguir la alianza del rey Filipo V de Macedonia el 217 a. C., con lo que dio comienzo la primera guerra macedónica. La flota macedónica era, sin embargo, demasiado débil para oponerse a la romana, por lo que no pudo facilitarle apoyo directo en Italia.
En Roma, después de tantos desastres, cundió el pánico. Ya no había familia en la que alguien no hubiese muerto en combate. Se pensó que Aníbal atacaría inmediatamente la ciudad, por lo que se tomaron severas medidas para la defensa, entre ellas el reclutamiento general de todos los hombres de más de 17 años de edad aptos para las armas, así como la compra de 8000 esclavos jóvenes por parte del estado, con el fin de formar 2 legiones; y el uso de las armas custodiadas como trofeos de guerra. Para evitar que Aníbal se enterara de estas disposiciones, se prohibió la salida de la ciudad a los civiles. Gracias a estas medidas, la moral del pueblo se elevó sensiblemente.

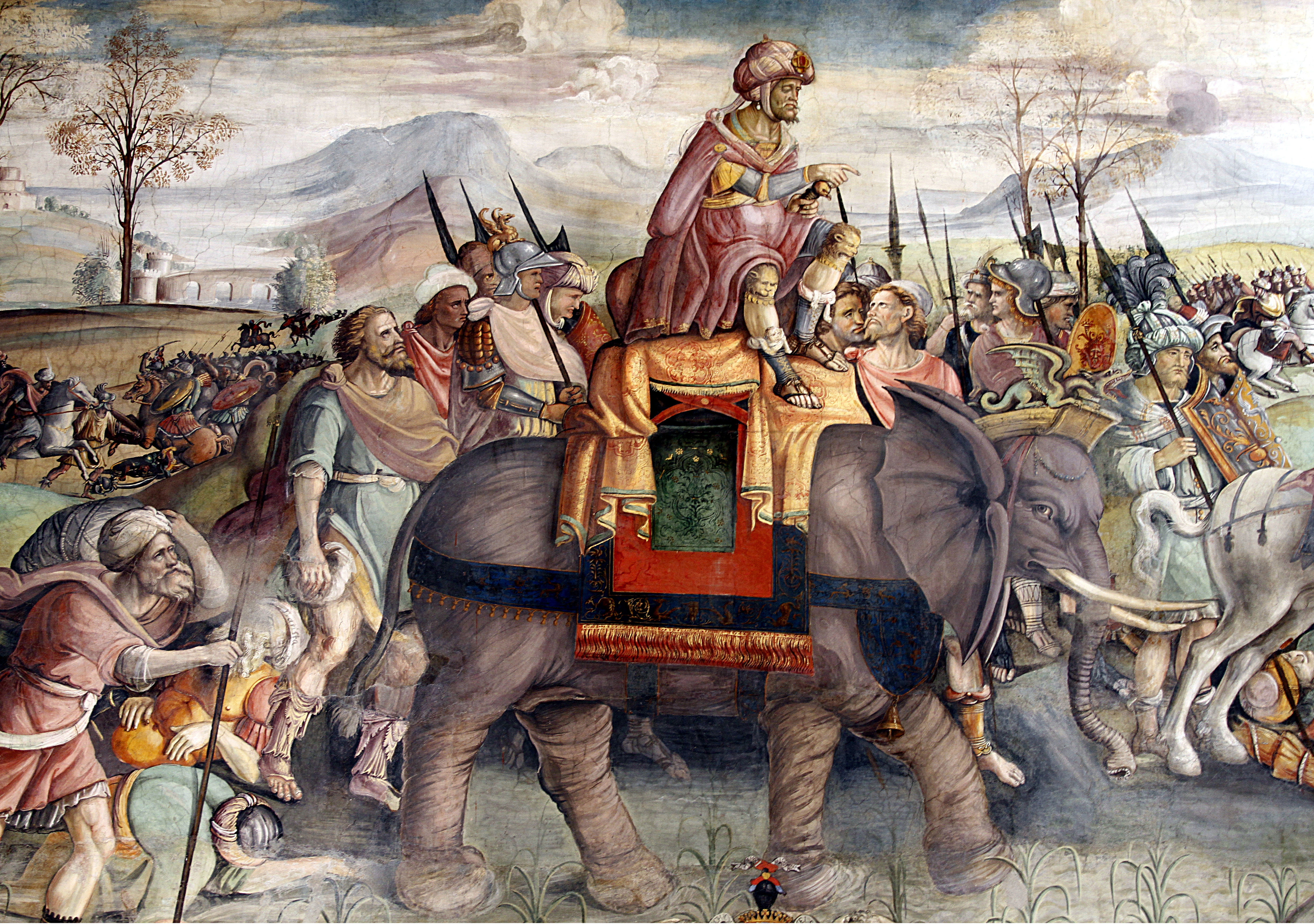
Aníbal cruzando los pantanos.

Roma había empezado a comprender la sabiduría de las tácticas de Fabio, que fue reelegido cónsul dos veces más, en el 215 y 214 a. C. Otra lección de las duras derrotas sufridas, fue que los romanos debían deponer sus diferencias políticas a fin de enfrentarse unidos a un enemigo que buscaba su total destrucción. Durante el resto de la guerra en Italia, Roma empleó las "tácticas fabianas", dividiendo su ejército, de 25 legiones inexpertas, en pequeñas fuerzas situadas en localizaciones vitales, y evitando los intentos cartagineses de atraerlas a batallas campales. Desde el año 211 a. C., la defensa romana comenzó a recobrar fuerza.

## Cerdeña
Los romanos habían estado enfrentados durante mucho tiempo con los nativos de la isla de Cerdeña. Por el año 216 a. C., la situación de la isla estaba suficientemente madura para rebelarse. La única legión estacionada en la isla, se encontraba diezmada por las enfermedades y el pretor que la gobernaba, Quinto Mucio Escévola, también había caído enfermo. Además, los salarios de los soldados y las provisiones llegaban de manera irregular desde Roma, por lo que el ejército se veía obligado a financiarse directamente de impuestos, que recaían sobre la población nativa. Hampsicora, un cacique de los nativos isleños, se puso en contacto con Cartago solicitando ayuda, a lo que la ciudad respondió enviando a un oficial llamado Hannón con órdenes de financiar la revuelta y de reclutar un ejército. Con ello, los cartagineses pretendían vencer a la guarnición romana. Asdrúbal el Calvo, que fue designado comandante de esta fuerza, llegó a Cerdeña en otoño del año 215 a. C.. Desembarcó en las inmediaciones de Cornus, donde se encontró con el ejército romano, y comenzó la batalla de Cornus, en la que los romanos derrotaron a la fuerza de Asdrúbal el Calvo. Los sobrevivientes cartaginenses trataron de escapar a África, pero fueron interceptados por una armada romana.

## Sicilia

Batallas de la segunda guerra púnica, incluyendo los enfrentamientos en Sicilia.

En el año 212 a. C., los siracusanos, después de la muerte de su rey Hierón II, decidieron romper el tratado de alianza con Romay ponerse de parte de Cartago. Los cartagineses prometieron a Siracusa darle el dominio de toda Sicilia a cambio de su ayuda para vencer a Roma. Esto motivó que los romanos les declararan la guerra y enviasen al cónsul Marco Claudio Marcelo con cuatro legiones incompletas y la flota para tomar por asalto Siracusa. En esta ciudad vivía el gran matemático y físico Arquímedes, quien construyó máquinas de guerra que sembraron el pánico entre el ejército y la flota romanas. Sobresale entre estas máquinas una que podía arrojar un ancla con un cabestrante, de modo que cuando el ancla se clavaba en la nave y luego se retiraba con violencia por medio del cabestrante, la nave se elevaba y a continuación se hundía.
Marcelo tuvo que desistir del asalto y pasar al sitio. El ejército cartaginés llegó a ayudar a la ciudad, estableciendo su campamento cerca del romano, al tiempo que la flota entró al puerto y llevó provisiones a los siracusanos. La situación se decidió cuando se desató una epidemia causada por las exhalaciones de los pantanos que rodeaban Siracusa, las que causaron la muerte de casi todo el ejército cartaginés (entre los romanos la peste fue más benigna).
Al llegar la primavera del 211 a. C., la flota cartaginesa decidió llevar ayuda a Siracusa, pero habiéndosele acercado la flota romana, el comandante cartaginés decidió retirarse, lo que precipitó la rendición de la ciudad. Los romanos procedieron entonces a saquearla, llevándose innumerables tesoros artísticos y monetarios. Arquímedes, quien había sido requerido por Marcelo para conocerle, al hacer caso omiso de la orden, fue asesinado por un soldado romano desconocido. De esta manera, los romanos restablecieron y ampliaron su dominio en Sicilia, lo que les permitió contar con una ingente fuente de aprovisionamiento de granos, decisiva para levantar la moral del pueblo.

## El curso de la guerra cambia: Hispania e Italia

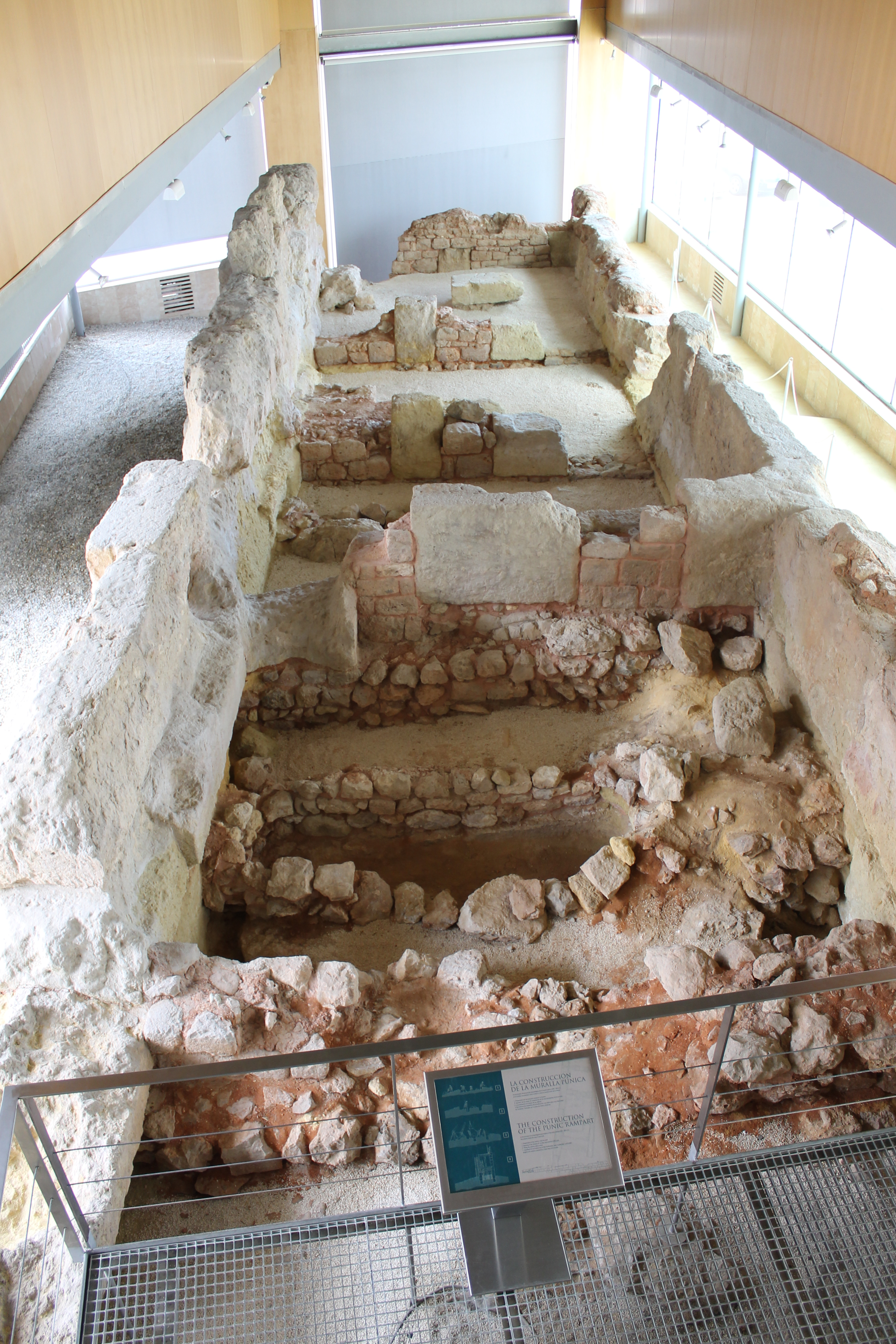
Yacimiento arqueológico de la muralla púnica de Carthago Nova (actual Cartagena), ciudad tomada por Escipión en

En Hispania, el padre de Publio (Publio Cornelio Escipión padre) y su tío Cneo Cornelio Escipión habían conseguido importantes logros, distrayendo a un gran número de tropas cartaginesas y poniendo en peligro el dominio cartaginés en ese territorio. Pero el hermano de Aníbal, Asdrúbal Barca, finalmente los derrotó por separado y les dio muerte. Roma comprendió que era necesario desalojar a los cartagineses de Hispania para evitar una nueva invasión cartaginesa, por lo que envió a Publio Cornelio Escipión, el futuro Escipión el Africano, quien tenía ya veinticinco años de edad. Este, aprovechando que los cartagineses estaban diseminados por toda la zona sudoriental de Hispania, toma Cartago Nova (actual Cartagena), base principal de los cartagineses en Hispania, en una audaz y brillante maniobra estratégica en el año 209 a. C., y derrotó a Asdrúbal en Baecula, quien, con los restos de su ejército, se dirigió a Italia siguiendo los pasos de su hermano Aníbal, a fin de reunirse con él.
Mientras tanto, en Italia, los romanos, que durante toda la guerra contaron con el apoyo de las ciudades del centro del país, decidieron revertir el curso de la guerra, para lo que enviaron un gran ejército a sitiar la ciudad de Capua, segunda ciudad de Italia en importancia. Aníbal obligó a los romanos a levantar el sitio, pero no pudo permanecer en la ciudad por falta de abastos. Los romanos, una vez que Aníbal se hubo retirado, volvieron a sitiar la ciudad, rodeándola completamente con un doble foso. Todos los ataques de Aníbal fueron rechazados, por lo que éste, a fin de obligarlos a levantar el sitio, marchó sobre Roma. Llegó a las puertas de la ciudad, pero las potentes fortificaciones y la presencia en ella de cuatro legiones le hicieron desistir de su ataque. Además, las legiones que sitiaban Capua no se movieron de su puesto. Aníbal, por lo tanto, se vio obligado a dejar la ciudad a merced de los romanos, quienes la tomaron y esclavizaron a una parte de su población.
La caída de Capua facilitó a los romanos la reconquista de las principales ciudades de Italia meridional controladas por los cartagineses, entre ellas Tarento, en la que Fabio Máximo esclavizó a 30 000 de sus habitantes.
Al llegar Asdrúbal Barca con su expedición desde Hispania a la Galia Cisalpina, envió mensajes a Aníbal en los que le expresaba su deseo de reunirse con él en la zona de Umbría, en Italia central. Sin embargo, los correos cayeron en manos del cónsul romano Claudio Nerón, quien se encontraba en el sur de Italia enfrentando al general cartaginés. En el norte de Italia se encontraba el cónsul Livio Salinator, con un ejército consular reforzado junto con el ejército del pretor en la Galia, Lucio Porcio Licino. Asdrúbal Barca contaba con un contingente que debía rondar los 40 000 hombres, por lo que Nerón decidió llevar un refuerzo de 6000 infantes, más 1000 jinetes de élite de su propio ejército consular estacionado en el sur de Italia, para reunirse con Livio Salinator. De esa manera, los romanos sumaron por lo menos 50 000 hombres, que derrotaron totalmente a Asdrúbal en la batalla del Metauro, donde este último perdió la vida. Aníbal se enteró del aniquilamiento de su ejército y de la muerte de su hermano cuando los romanos le arrojaron su cabeza junto a su campamento. Aunado a una serie de encuentros desfavorables que había tenido con el cónsul Nerón, Aníbal decidió abandonar sus posiciones en Lucania, replegando su sector de operaciones al Brucio, en el extremo suroccidental de la península itálica. En cambio, para los romanos esta victoria motivó un entusiasmo incontenible, que les permitió continuar la guerra con renovada energía.
Una vez que Asdrúbal salió hacia Italia, Escipión atrajo a sus filas a las diversas tribus hispanas. Esto le permitió derrotar una tras otra vez a los cartagineses, hasta que en el 206 a. C., los expulsó de Hispania tras la batalla de Ilipa. El hermano menor de Aníbal, Magón, salió de Hispania hacia las islas Baleares (aún bajo el control de Cartago). Los romanos aprovecharon para apoderarse de las últimas ciudades hispanas bajo el control cartaginés. Sin embargo, Magón trató de ayudar a su hermano, desembarcando en la Italia septentrional en 205 a. C., pero los romanos le derrotaron en 203 a. C., infligiéndole heridas graves que le condujeron a la muerte, meses después.

## Invasión romana de África
Al año siguiente de la conquista de Hispania, Escipión el Africano, elegido cónsul (205 a. C.), decidió atacar directamente a Cartago, aprovechando la superioridad naval romana. Una vez desembarcado en África (204 a. C.), y sin oposición de la flota cartaginesa, los romanos encontraron un aliado que a la postre resultaría decisivo: Masinisa, rey nominal de Numidia Oriental, despojado de su trono por su archirrival, Sifax, rey de Numidia Occidental (aliado de Cartago). Escipión puso sitio a Útica, ciudad ubicada en la costa mediterránea de África, pero la llegada de los ejércitos unidos de Sífax (númidas) y Asdrúbal Giscón (cartagineses), lo obligaron a retirarse. Escipión decidió entrar en negociaciones de paz, pero con la intención encubierta de preparar un ataque por sorpresa a sus enemigos.
En la primavera de 203 a. C., los romanos llevaron a cabo su ataque y causaron ingentes pérdidas a los cartagineses y los númidas, lo que les permitió poner sitio a la ciudad de Útica. Los cartagineses y los númidas reunieron sus últimas reservas (incluyendo mercenarios hispanos) para enfrentar a Escipión. La consiguiente batalla de los Grandes Campos, culminó con la completa victoria romana, expulsando a Sifax del trono de Numidia y obligando a Cartago a entablar negociaciones de paz. Aníbal fue llamado para que regresara de Italia.
Cartago y Roma acordaron que la paz se restablecería mediante la pérdida de Cartago de cualquier posesión no africana; la entrega de toda la flota de guerra con excepción de unas cuantas naves y el pago de un tributo, además del reconocimiento de Masinisa como rey independiente de Numidia. Sin embargo, tras la llegada a África de las tropas cartaginesas de Aníbal y Magón, se decidió romper el acuerdo mediante el ataque contra unas naves romanas que buscaron refugio de una tormenta cerca de Túnez. La guerra volvió a empezar, pero esta vez la situación era muy diferente.
Escipión desembarcó en África y se puso en contacto con Masinisa, quien le proporcionó 4000 jinetes y 6000 infantes. Aníbal, informado de su llegada, movilizó a su ejército, pero antes de entrar en batalla trató de negociar con Escipión. Al no alcanzar acuerdos, se dispusieron a la lucha en Zama.
En esta ocasión, los romanos eran superiores en la caballería, aunque Aníbal trató de contrarrestar esta desventaja formando al frente de sus ejércitos a 80 elefantes de batalla. Sin embargo, la estrategia romana neutralizó la efectividad de los elefantes, espantando algunos con el sonido de trompetas (que se arrojaron sobre sus propias filas) y no poniendo obstáculos en su paso a través de sus filas a los que sí avanzaron, al tiempo que les infligían heridas graves. Al mismo tiempo, la caballería romana obligó a huir a la cartaginesa. La infantería cartaginesa tuvo que luchar encarnizadamente para resistir la presión de los romanos, lo que produjo un virtual empate, situación que fue decidida cuando los jinetes romanos regresaron de la persecución de la caballería cartaginesa y atacaron por la retaguardia. La batalla de Zama fue la primera gran derrota de Aníbalen su carrera militar.

## El fin de la guerra y sus consecuencias
El propio Aníbal decidió llevar a cabo las negociaciones de paz con Roma, pues comprendió que es inútil seguir resistiendo. Las duras condiciones impuestas por Roma fueron: la pérdida de todas las posesiones de Cartago ubicadas fuera del continente africano;la prohibición de declarar nuevas guerras sin el permiso del pueblo romano; la obligación de entregar toda la flota militar; el reconocimiento de Masinissa como rey de Numidia y la aceptación de las fronteras entre Numidia y Cartago que este determinase; el pago de 10 000 talentos de plata (aproximadamente 260 000 kg) a cincuenta años (y, en efecto, un análisis de la plata de las monedas romanas acuñadas después de la guerra demuestra que, al contrario que antes, ya no proviene del Egeo, sino de las antiguas posesiones de Cartago en Hispania); el mantenimiento de las tropas romanas de ocupación en África durante tres meses; y la entrega de cien rehenes escogidos por Escipión, como garantía del cumplimiento del tratado.
Aníbal aceptó las condiciones, a fin de que los romanos le dejaran en paz mientras ayudaba a Cartago a reconstituir su poderío. El tratado fue ratificado por ambos senados, el cartaginés y el romano, en el año 201 a. C.. Al conocer el fin de la guerra, los romanos celebraron una gran fiesta triunfal y a Escipión se le empezó a llamar «el Africano».
En el caso de Cartago, las durísimas condiciones impuestas por Roma, aunque la dejaban como un Estado independiente, la redujeron a una posición de segundo plano en la escena internacional, lo que cortó de raíz cualquier intento de Aníbal y de otros por recuperar su antigua gloria.
Todo lo opuesto fue para Roma. La costosa victoria en la segunda guerra púnica (unos 400 pueblos destruidos y cerca de 500 000 romanos muertos), lograda a base del heroísmo y disposición al sacrificio, hizo posible que en el transcurso de 170 años la pequeña ciudad del Tíber se transformase en el centro de la mayor potencia mundial de la Antigüedad.